# 中部美洲的佛教
中部美洲有一定數量的人口信仰佛教。中部美洲的佛教主要是由19世紀初中國移工所推動的。目前，中部美洲的佛教教派主要是大乘佛教和密宗，中部美洲的許多國家都有數座佛教寺廟、學校和禪修中心。